# Шмуратко Іван Олексійович
Івáн Олексíйович Шмурáтко (нар. 21 грудня 2001 року, Київ, Україна) — український фігурист, який виступає в чоловічому одиночному катанні. Триразовий чемпіон України (2019, 2020, 2021), двічі бронзовий призер чемпіонату України (2017, 2018), срібний призер Юнацьких Олімпійських ігор в командних змаганнях (2016), чемпіон (2019), срібний (2018 рік) і двічі бронзовий (2015, 2017) призер першості України серед юніорів. Учасник Зимових Олімпійських ігор 2022 у Пекіні.

## Біографія
Народився 21 грудня 2001 року в Києві. Батьки — Олексій та Вікторія Шмуратко — економісти за фахом. У Івана є молодший брат Ілля. 

## Спортивна кар'єра

### Початок
У фігурне катання Іван потрапив за рекомендацією лікарів. Батьки спортсмена прагнули зміцнити його здоров'я, оскільки в дитинстві він часто хворів. Обирали між хокеєм і фігурним катанням. Оскільки танці Івану ближче до душі, зупинилися на останньому. У сезоні 2014–2015 років став бронзовим призером Чемпіонату України серед юніорів.

### Сезон 2015—2016

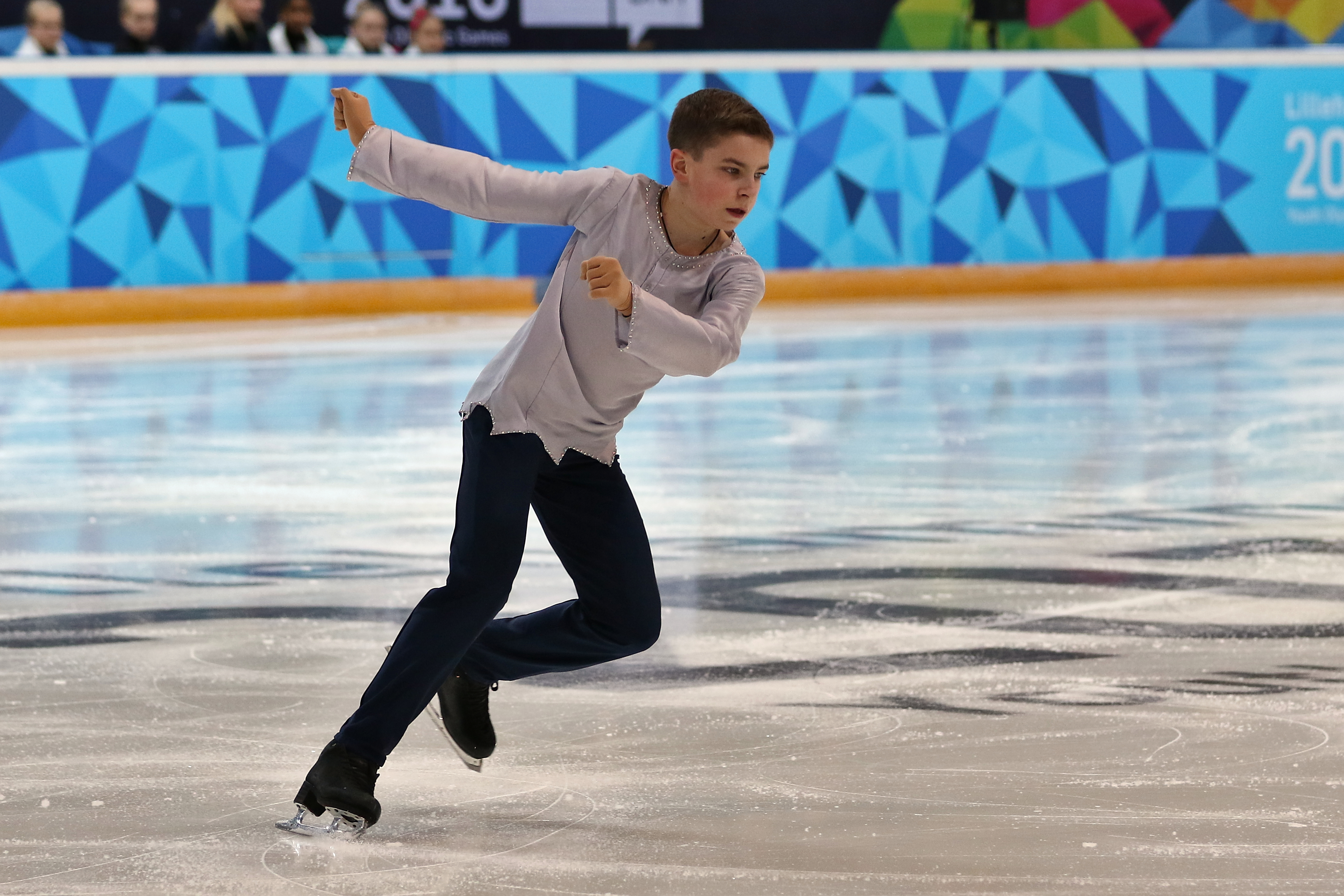
Шмуратко виступає на Юнацьких Зимових Олімпійських іграх 2016

Під тренуванням Віри Волпової Шмуратко виграв дві юніорські міжнародні медалі: золото на Ice Star і срібло на Santa Claus Cup. Завдяки успіхам в юніорських розрядах і згідно жорсткої вікової межі він зумів потрапити в Норвегію на II Зимові юнацькі Олімпійські ігри. Його виступ в Ліллегаммері був не найвдалішим, він фінішував чотирнадцятим. Однак виступ в змішаній команді з чеським спортивним дуетом Анною Душковою і Мартіном Бідаржом, латвійкою Діаною Нікітіною та французької танцювальною парою Юлією Ваграм з Матьє Куйра приніс срібло. При цьому Іван встановив там всі особисті досягнення. Змагаючись на старшому рівні, він посів четверте місце на Чемпіонаті України.

### Сезон 2018—2019
Шмуратко відкрив сезон на юніорській серії Гран-прі, посівши десяте місце в Литві та сьоме у Вірменії. У листопаді, дебютувавши у середній міжнародній команді, він завоював бронзу на Volvo Open Cup у Латвії. Наступного місяця він отримав медалі на двох старших змаганнях – срібло на Bosphorus Cup у Туреччині та золото на Чемпіонаті України. У січні він брав участь у Чемпіонаті Європи 2019 року в Мінську, Білорусь. Він кваліфікувався до фінального сегменту та посів двадцять друге місце в загальному заліку. Фігурист також вийшов у довільну програму на Чемпіонаті світу серед юніорів 2019 року, який відбувся у березні в Загребі, Хорватія. Посівши тринадцяте місце у короткій та сімнадцяте у довільній, він фінішував шістнадцятим у загальному заліку.

### Сезон 2019—2020
Шмуратко розпочав свій сезон на юніорській серії Гран-прі, посівши сьоме місце в Польщі та завоювавши бронзу в Італії з особистим рекордом. У жовтні він брав участь у Halloween Cup, вигравши срібну медаль. У грудні Іван виграв свій другий поспіль титул чемпіона України. Спортсмен був запрошений на Чемпіонат Європи 2020 року, але знявся. Він посів п'ятнадцяте місце на Чемпіонаті світу серед юніорів 2020 року. Шмуратко мав взяти участь у Чемпіонаті світу в Монреалі, Канада, але його скасували через пандемію коронавірусу.

### Сезон 2020—2021
Шмуратко розпочав сезон на європейському турнірі Nebelhorn Trophy 2020, де він посів дванадцяте місце. Після виграшу свого третього поспіль титулу чемпіона України, фігурист змагався на Чемпіонаті світу 2021 року в Стокгольмі, Швеція, посівши двадцять перше місце. Його результат кваліфікував Україну на Зимові Олімпійські ігри 2022 року в Пекіні, Китай.

### Сезон 2021—2022

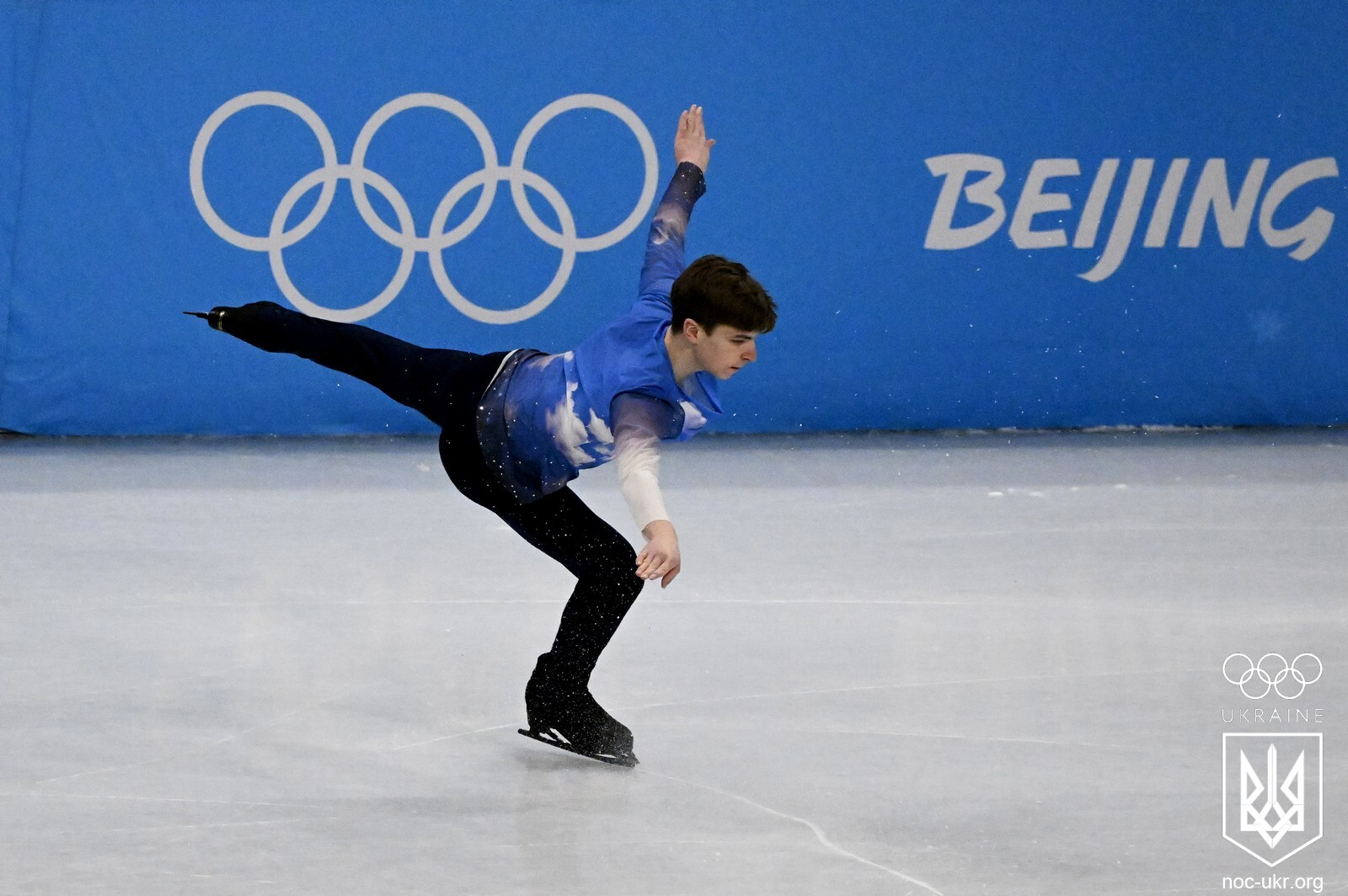
Шмуратко виступає на Зимових Олімпійських іграх 2022

Шмуратко став п'ятим на Denis Ten Memorial Challenge 2021 і сімнадцятим на Warsaw Cup 2021. Знову вигравши титул чемпіона України, він був включений до олімпійської збірної України та посів дванадцяте місце на Чемпіонаті Європи 2022 року.
Шмуратко отримав позитивний результат тесту на COVID-19 після прибуття до Пекіна, тому не зміг взяти участь в олімпійських командних змаганнях. Він заявив, що у нього немає симптомів і він сподівається, що йому дозволять брати участь у наступних змаганнях серед чоловіків. Згодом йому дозволили відновити змагання, і фігурист посів двадцять друге місце в короткій програмі, щоб кваліфікуватися у довільну. Він фінішував двадцять четвертим у загальному заліку.
Незабаром після повернення Шмуратка з Пекіна до Києва почалося повномасштабне вторгнення росії в Україну. Незважаючи на війну та пов'язані з цим обмеження щодо підготовки спортсмена до змагань, Шмуртако все одно поїхав на Чемпіонат світу 2022 року в Монпельє, Франція. Він отримав овації від натовпу після короткої програми і кваліфікувався до довільної, врешті-решт фінішувавши двадцять третім у загальному заліку. Щодо свого рішення взяти участь, він сказав, що «для України важливо мати спортсменів, які представляють її на міжнародній арені».

### Сезон 2022—2023
Після Чемпіонату світу Шмуратко провів квітневі тренування в паризькому клубі Olympique de Courbevoie на запрошення українського парного фігуриста-емігранта Дениса Стрекаліна. Згодом він переніс свою тренувальну базу в Оберстдорф, Німеччина, додавши до своєї команди тренерів Міхаеля Ґута, Роберта Діркінга та Анну Бернавер. На початку сезону він посів сьоме та шосте місця на Nebelhorn Trophy 2022 та Finlandia Trophy 2022. Перед тим, як дебютувати на етапі Гран-прі у Франції, фігурист приїхав в Курбевуа, Франція, де його тренерами стали Лоран Депуйї та Наталі Депуйї. Згодом він посів восьме місце на Grand Prix de France після восьмого місця як у короткій програмі, так і в довільній.
Іван Шмуратко пропустив частину сезону через травму ноги.

### Сезон 2023—2024

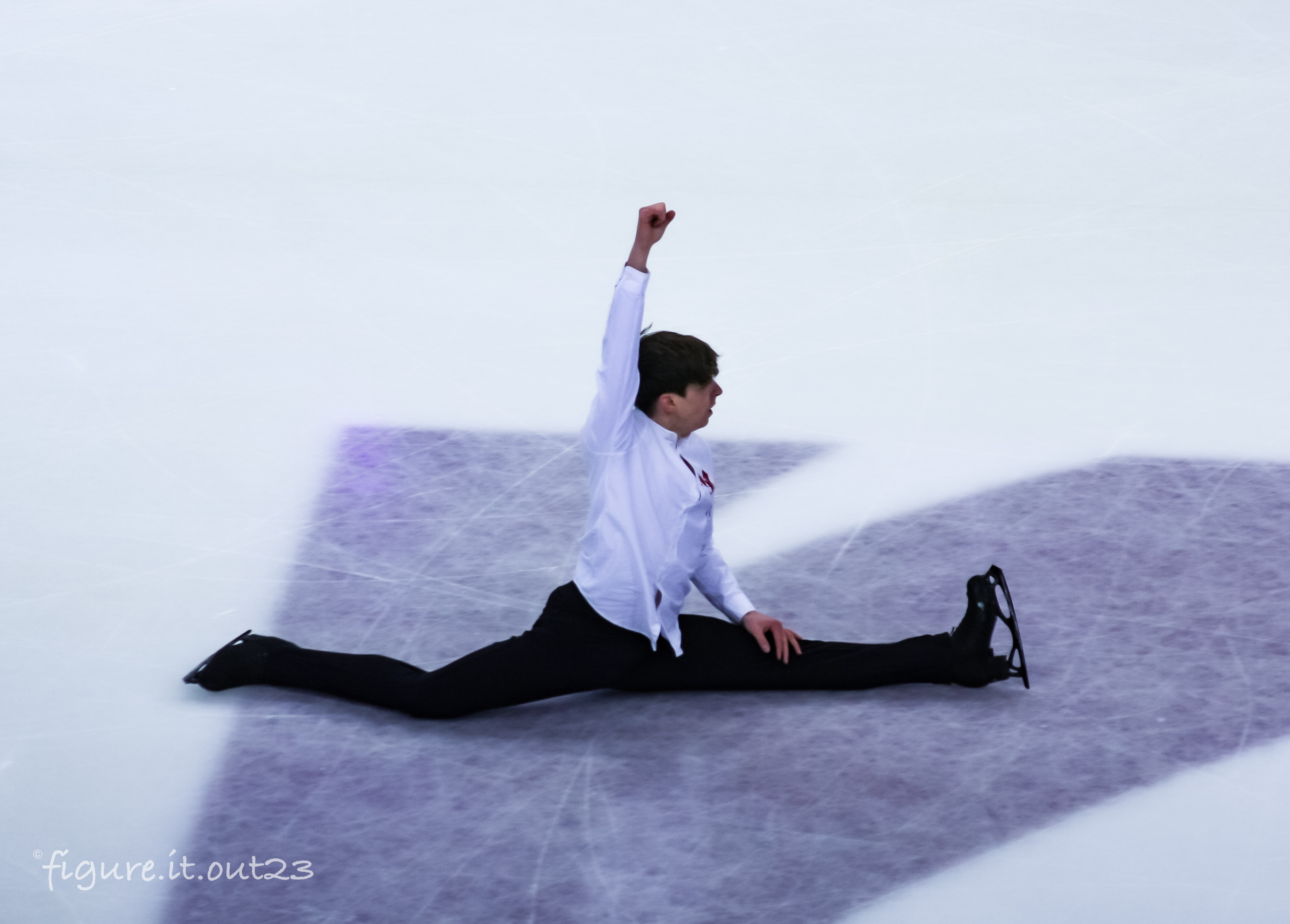
Шмуратко виступає на Чемпіонаті Європи 2024

Шмуратко вирішив повернутися до тренувань в Україну, пояснивши це тим, що «це мій дім». Він розробив обидві свої програми, щоб відобразити реалії війни, і сказав, що «це одна з моїх місій — виїхати з України, щоб розповідати історії через своє мистецтво та мій голос. Це мій спосіб воювати за мою країну». Коротка програма Шмуратка представляла історію дитини, вбитої снарядом, і батька дитини, який був змушений жити з цим, а його довільна програма була продовженням цієї історії.
Він посів восьме місце на Ondrej Nepela Memoriam 2023. Його запросили взяти участь в етапі Гран-прі в Фінляндії — Grand Prix of Espoo, де він посів восьме місце.
На Чемпіонаті Європи 2024 року в Каунасі, Литва, Шмуратко посів дев'ятнадцяте місце в короткій програмі і дванадцяте у довільній, піднявшись на чотирнадцяте місце в загальному заліку. Під час довільної програми Шмуратко був одягнений у білу сорочку з червоною плямою на грудях, яка вказувала на плями крові. Після змагання він сказав: «Який зміст вкладав? Астрал, між життям та смертю. Не більше, і не менше. Неспівставно більше можна передати, ніж словами. Елемент з кров'ю? Бо ось так воно є, буквально. Люди від ракет так вмирають, з кров'ю».
На Чемпіонаті світу 2024 року в Монреалі, Канада, посів тридцять третє місце в короткій програмі, через що не зміг кваліфікуватися до довільної. На Чемпіонаті України посів друге місце.

### Сезон 2024—2025
Шмуратко розпочав сезон зі змагань у серії Челленджер, фінішувавши п'ятим на Trophée Métropole Nice Côte d'Azur, сьомим на Tallinn Trophy та взяв бронзу на Warsaw Cup.
На Чемпіонаті Європи 2025 року посів 17 місце як у короткій, так і у довільній програмах. У загальному заліку став шістнадцятим.

## Програми
| Сезон     | Коротка програма | Довільна програма | Показові номери                                   |
| --------- | --- | --- | ------------------------------------------------- |

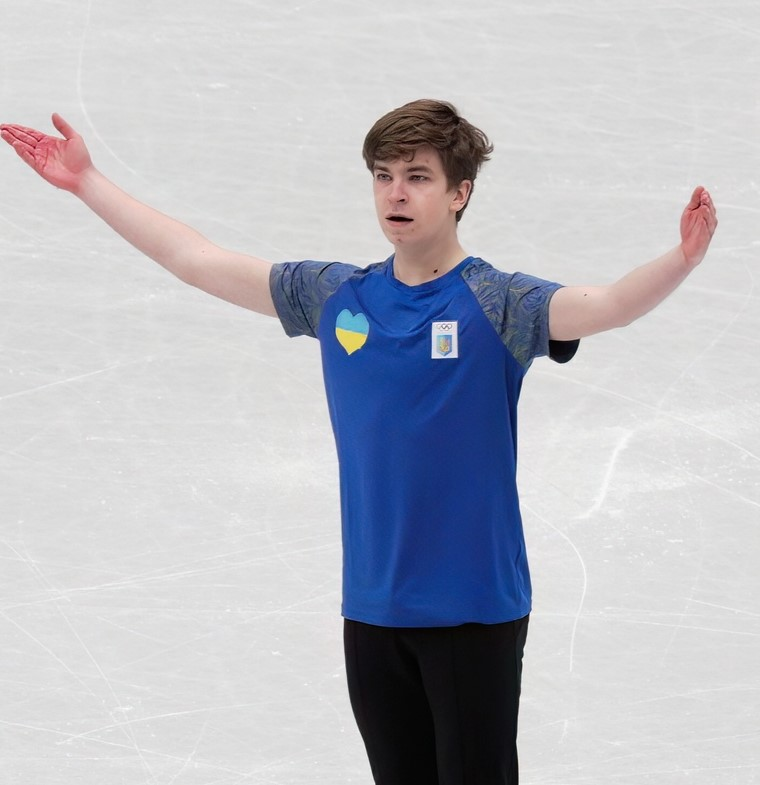
Шмуратко після своєї короткої програми на Чемпіонаті світу 2022 року

| 2023—2024 | - «Melody from The High Pass» Деніель Гоуп, Олексій Ботвинов, Мирослав Скорик. Хореографи-постановники Михайло Лейба, Іван Шмуратко | - «Walk» Людовіко Ейнауді - «This Place Was A Shelter» Оулавюр Арнальдс. Хореографи-постановники Михайло Лейба, Іван Шмуратко, Адам Шоя - «Скрипка Грає» Василь Зінкевич. Хореограф-постановник Іван Шмуратко |                                                   |
| 2022—2023 | - «Біля Тополі» SHUMEI. Хореограф-постановник Олексій Олійник                                                                       | - «Find Me» Forest Blakk - «On the Nature of Daylight» Макс Ріхтер - «This Place Was A Shelter» Оулавюр Арнальдс. Хореограф-постановник Адам Шоя                                                              | - «Пісня про рушник» (у виконанні Дмитра Гнатюка) |
| 2021—2022 | - «Une vie d'amour» Шарль Азнавур. Хореограф-постановник Дмитро Дмитренко                                                           | - «Nuvole bianche» Людовіко Ейнауді. Хореограф-постановник Олексій Олійник |                                                   |
| 2020—2021 | - «Une vie d'amour» Шарль Азнавур. Хореограф-постановник Дмитро Дмитренко                                                           | - «Cornerstone» Бенджамін Клементін. Хореограф-постановник Дмитро Дмитренко |                                                   |
| 2019—2020 | - «What a Wonderful World» Луїс Армстронг. Хореограф-постановник Дмитро Дмитренко                                                   | - «Cornerstone» Бенджамін Клементін. Хореограф-постановник Дмитро Дмитренко |                                                   |
| 2018—2019 | - «Domani» (у виконанні Андреа Бочеллі)                                                                                             | - «Luna» (у виконанні Алессандро Сафіна) |                                                   |
| 2017—2018 | - «Domani» (у виконанні Андреа Бочеллі)                                                                                             | - «Wheel of Fortune» (з фільму Пірати Карибського моря: Скриня мерця), Ганс Ціммер |                                                   |
| 2016—2017 | - «Buona Sera, 1956» Луї Пріма | - «Wheel of Fortune» (з фільму Пірати Карибського моря: Скриня мерця), Ганс Ціммер |                                                   |
| 2015—2016 | - «Remembrances» (з фільму Список Шиндлера), Джон Вільямс                                                                           | - «Overture» (з серіалу Пригоди Шерлока Холмса і доктора Ватсона), Володимир Дашкевич |                                                   |

## Спортивні досягнення
| Змагання                                                                            | 14/15      | 15/16      | 16/17      | 17/18      | 18/19      | 19/20      | 20/21      | 21/22      | 22/23      | 23/24      | 24/25      |
| Міжнародні                                                                          | Міжнародні | Міжнародні | Міжнародні | Міжнародні | Міжнародні | Міжнародні | Міжнародні | Міжнародні | Міжнародні | Міжнародні | Міжнародні |
| ----------------------------------------------------------------------------------- | ---------- | ---------- | ---------- | ---------- | ---------- | ---------- | ---------- | ---------- | ---------- | ---------- | ---------- |
| Олімпійські ігри                                                                    |            |            |            |            |            |            |            | 24         |            |            |            |
| Чемпіонат світу                                                                     |            |            |            |            | 29         |            | 21         | 23         |            | 33         |            |
| Чемпіонат Європи                                                                    |            |            |            |            | 22         |            |            | 12         |            | 14         | 16         |
| Grand Prix of Espoo                                                                 |            |            |            |            |            |            |            |            |            | 8          |            |
| Grand Prix de France                                                                |            |            |            |            |            |            |            |            | 8          |            |            |
| Finlandia Trophy                                                                    |            |            |            |            |            |            |            |            | 6          |            |            |
| Budapest Trophy                                                                     |            |            |            |            |            |            | 6          | 4          |            |            |            |
| Nebelhorn Trophy                                                                    |            |            |            |            |            |            | 12         |            | 7          |            |            |
| Ondrej Nepela Memoriam                                                              |            |            |            |            |            |            |            |            |            | 8          |            |
| Warsaw Cup                                                                          |            |            |            |            |            |            |            | 17         | 12         |            | 3          |
| Меморіал Дениса Тена                                                                |            |            |            |            |            |            |            | 5          |            |            |            |
| Tallinn Trophy                                                                      |            |            |            |            |            |            |            |            |            |            | 7          |
| Trophée Métropole Nice                                                              |            |            |            |            |            |            |            |            |            |            | 5          |
| Bosphorus Cup                                                                       |            |            |            |            | 2          |            |            |            |            |            |            |
| Halloween Cup                                                                       |            |            |            |            | 2          |            |            |            |            |            |            |
| Volvo Open Cup                                                                      |            |            |            |            | 3          |            |            |            |            |            |            |
| Командні                                                                            |            |            |            |            |            |            |            |            |            |            |            |
| Олімпійські ігри                                                                    |            |            |            |            |            |            |            | WD         |            |            |            |
| Юнацькі Олімпійські ігри                                                            |            | 2/6^       |            |            |            |            |            |            |            |            |            |
| Міжнародні серед юніорів                                                            |            |            |            |            |            |            |            |            |            |            |            |
| Чемпіонат світу серед юніорів                                                       |            |            |            | 28         | 16         | 15         |            |            |            |            |            |
| Юнацькі Олімпійські ігри                                                            |            | 14         |            |            |            |            |            |            |            |            |            |
| Етап Гран-прі: Австрія                                                              |            |            |            | 15         |            |            |            |            |            |            |            |
| Етап Гран-прі: Польща                                                               |            |            |            | 15         |            |            |            |            |            |            |            |
| Етап Гран-прі: Вірменія                                                             |            |            |            |            | 7          |            |            |            |            |            |            |
| Етап Гран-прі: Литва                                                                |            |            |            |            | 10         |            |            |            |            |            |            |
| Етап Гран-прі: Італія                                                               |            |            |            |            |            | 3          |            |            |            |            |            |
| Ice Star                                                                            |            | 1          |            |            |            |            |            |            |            |            |            |
| Santa Claus Cup                                                                     |            | 2          |            | 1          |            |            |            |            |            |            |            |
| Національні                                                                         |            |            |            |            |            |            |            |            |            |            |            |
| Чемпіонат України                                                                   |            | 4          | 3          | 3          | 1          | 1          | 1          | 1          |            | 2          |            |
| Першість України серед юніорів                                                      | 3          | 4          | 3          | 2          |            |            |            |            |            |            |            |
| WD — знявся зі змагань. ^ — місце збірної / місце, яке посів в особистих змаганнях. |            |            |            |            |            |            |            |            |            |            |            |